# Union nationale pour l'indépendance totale de l'Angola
L'Union nationale pour l'indépendance totale de l'Angola, plus connue sous le nom d'UNITA (acronyme pour le nom en portugais União Nacional para a Independência Total de Angola), est un mouvement anti-colonial angolais qui est devenu un parti politique après l'indépendance du pays.

## Histoire
La guerre d'indépendance de l'Angola est déclenchée en 1961 et contribue à affaiblir économiquement et politiquement le Portugal, métropole coloniale, qui connaît des bouleversements en 1974 quand la révolution des Œillets met à bas le régime conservateur de l’Estado Novo de Salazar. Durant cette période, l'UNITA reçoit une aide chinoise et s'inspire des stratégies militaires maoïstes. Peu à peu, l'UNITA adopte un discours radicalement hostile à la gauche et collabore ponctuellement avec les autorités coloniales pour affaiblir le MPLA, mouvement d'inspiration marxiste. Dès sa création, l’UNITA fut dirigée par son fondateur Jonas Savimbi jusqu’à sa mort. Le groupe présentait un fort caractère tribal.
Malgré quinze années de guérilla contre l’armée portugaise, les trois mouvements indépendantistes angolais, le Front national de libération de l'Angola (FNLA), le Mouvement populaire de libération de l'Angola (MPLA) et l’Union nationale pour l'indépendance totale de l'Angola (UNITA) ne parviennent que difficilement à signer entre eux, le 15 janvier 1975, un accord pour proclamer l’indépendance du pays le 11 novembre de la même année. Des accords de passation des pouvoirs sont signés par le gouvernement portugais avec les trois mouvements. Le rôle de l'UNITA dans la guerre d'indépendance est toutefois controversé en raison d'une possible collaboration avec les troupes coloniales portugaises contre le MPLA. Le groupe n'était d'ailleurs pas reconnu comme mouvement de libération par l’Organisation de l'unité africaine.
Mais en octobre 1975, le Front national de libération de l'Angola (FNLA) et l’Union nationale pour l'indépendance totale de l'Angola (UNITA) entrent en conflit avec le Mouvement populaire de libération de l'Angola (MPLA) d’Agostinho Neto, d'influence marxiste-léniniste. Le 11 novembre 1975, alors que les combats continuent, le FNLA et l’UNITA proclament une « République démocratique et populaire » dans la ville de Huambo, tandis que le MPLA proclame à Luanda une « République populaire », la République populaire d'Angola, sous la présidence d’Agostinho Neto.
En janvier 1988, la bataille de Cuito Cuanavale met un terme à la guerre de la frontière sud-africaine.
L'UNITA se retrouve progressivement isolé dans les années 1990 en raison de l'arrêt du soutien américain (due à la fin de la guerre froide), de la fin du régime d’apartheid sud-africain en 1991, puis du régime  du maréchal Mobutu en 1997 au Congo Kinshasa (ex Zaïre). Elle est en outre soumise par l'ONU à partir du 30 octobre 1997 à des sanctions pour non-respect des accords de paix signés à Lusaka en 1994. Elle perd également le contrôle d'une partie des mines de diamant qui contribuaient à la financer et une partie de ses troupes, toujours engagées au sein du processus de paix, se démobilisent. Plusieurs figures de l'UNITA sont nommées au sein du gouvernement d'unité et de réconciliation nationales.
Jonas Savimbi est abattu en 2002 et son successeur, Isaías Samakuva, renonce à la lutte armée et se montre favorable à un processus démocratique. L’UNITA obtient 16 sièges sur 120 lors des élections législatives angolaises de 2008. La guerre civile a fait à peu près un million de morts et laissé des millions de mines anti-personnel qui tuent encore. Les identités sociales ethniques se maintiennent, mais, depuis la paix, un sentiment national angolais s'est développé dans les dernières décennies.
En 2019, Adalberto Costa Júnior (ACJ) est élu président de l'UNITA, lors d'un congrès du parti succédant à Samakuva.
Cependant, en octobre 2021, le Tribunal constitutionnel considère que l'élection d'Adalberto Costa à la présidence de l'UNITA n'a pas respecté la procédure et donc qu'elle est annulée. Cette décision est critiquée par des députés de l'UNITA qui y voient une décision politique et non juridique. L'UNITA convoque un second congrès en mars 2022 durant lequel Costa est de nouveau élu.
En vue des élections générales d'août 2022, ACJ et l'UNITA décident en octobre 2021 de faire alliance avec le Bloco Democrático, un parti sans député dirigé par Filomeno Vieira Lopes, et la « plateforme politique » PRA-JA Servir Angola (Partido do Renascimento Angolano - Juntos por Angola - Servir Angola) d'Abel Chivukuvuku pour former le Front patriotique uni (Frente Patriótica Unida). Adalberto Costa Júnior est le candidat de cette coalition pour l'élection présidentielle,,.

## Relations internationales
Le conflit étant attisé par le contexte de la guerre froide et des rivalités autour des ressources minières du pays : le MPLA est soutenu par les États communistes dont Cuba, tandis que le FNLA et l’UNITA sont soutenus par des États « conservateurs » : l’Afrique du Sud (guerre de la frontière sud-africaine), les États-Unis de Ronald Reagan ou de George H. W. Bush, ainsi que d’autres pays occidentaux (comme la  France) ou africains (Félix Houphouët-Boigny de la Côte d'Ivoire ou Mobutu Sese Seko du Zaïre). Lors de la Guerre civile, l'UNITA aligna jusqu'à 65 000 combattants armés (FA AKM (toutes origines, Type 56 (pris sur les FAPLA), R4 (fournis par les Sud-africains comme des PM Sterling) mais aussi des mitrailleuses PKM et autres RPG 7 provenant également de prises sur l'Armée régulière angolaise) ainsi que des roquettes M72 LAW américaines et Apilas françaises ; Paris, via le SDECE puis la DGSE, fournissant des FAMAS à la garde personnelle de J. Savimbi. Le président américain Reagan décrivaient les rebelles de l'UNITA comme d'« héroïques combattants de la liberté ».

## Financements
Pour subvenir à son financement, l'UNITA s'est massivement livrée au trafic d'ivoire et est accusée par des organisations de défense de la nature d'avoir exterminé les troupeaux d'éléphants du sud du pays. Plus important encore est le trafic de diamants développé pendant les périodes où l' UNITA a accès aux mines situées à l'extrême nord-est de l'Angola.

## Résultats électoraux
| Élection | Votes     | %     | Sièges   | +/– | Position | Gouvernement |
| -------- | --------- | ----- | -------- | --- | -------- | ------------ |
| 1992     | 1 347 636 | 34,1  | 70 / 220 | Nv  | 2e       | Opposition   |
| 2008     | 670 363   | 10,4  | 16 / 220 | 54  | 2e       | Opposition   |
| 2012     | 1 074 565 | 18,7  | 32 / 220 | 16  | 2e       | Opposition   |
| 2017     | 1 818 903 | 26,7  | 51 / 220 | 19  | 2e       | Opposition   |
| 2022     | 2 756 786 | 43,95 | 90 / 220 | 39  | 2e       | Opposition   |

## Personnalités liées
- Manuel Africano
- Arlete Leona Chimbinda
- Teresa Chipia
- Adalberto Costa Júnior
- Clarice Mukinda
- Raul Danda